# إيمان أحمد السلامي
إيمان أحمد السلامي (بالإنجليزية: Iman Ahmed Al-Salami) سفيرة دولة الإمارات العربية المتحدة لدى الجمهورية التونسية منذ ديسمبر/كانون الأول 2022.
شغلت منصب سفيرة دولة الإمارات لدى الجمهورية البولندية بين 2020 و2022. تولت عدة مناصب في "وزارة الخارجية والتعاون الدولي" منها: الرئيسة التنفيذية للابتكار، ونائبة مدير إدارة الاستراتيجية والمستقبل بين 2012 و2021.
إيمان أحمد السلامي حاصلة على دكتوراه في إدارة الأعمال عام 2014 من "جامعة أبوظبي".
تم تعيين الدكتورة إيمان أحمد السالمي سفيرةً لدولة الإمارات العربية المتحدة لدى الجمهورية التونسية في ديسمبر 2022. قبل ذلك، شغلت منصب سفيرة الإمارات في بولندا من يوليو 2021 إلى نوفمبر 2022، كما تولت إدارة قسم الاستراتيجية والمستقبل في وزارة الخارجية الإماراتية، حيث قادت صياغة استراتيجيات الوزارة على مدار دورتين. في إطار هذا الدور، عملت الدكتورة السالمي على تحديد مقاييس الأداء وتنسيقها مع الإرشادات الفيدرالية لدولة الإمارات، كما أطلقت برنامجاً لقياس الأداء لدعم الوزارة في تقييم تنفيذ استراتيجيتها العامة، بما في ذلك تدريب منسقي الأداء وإدخال نظام مخصص لتسهيل عملية التقرير.
علاوة على ذلك، شاركت الدكتورة السلامي في مبادرات مثل مبادرة تمكين النساء والفتيات، وحرصت على توافقها مع توجيهات القيادة. حصلت على درجة الدكتوراه في إدارة الأعمال من جامعة أبوظبي في يناير 2014، مع أطروحة بعنوان "دراسة العلاقة بين القيادة التحويلية، الثقافة التنظيمية، إبداع المتابعين، التعلم التنظيمي، والابتكار التنظيمي: دليل من دولة الإمارات العربية المتحدة." كما تحمل درجة الماجستير في الدراسات الأمنية الاستراتيجية من كلية الدفاع الوطني الإماراتية.
بالإضافة إلى ذلك، شغلت الدكتورة السالمي عضوية مجلس أمناء أكاديمية أنور قرقاش الدبلوماسية منذ يونيو 2021. ولديها ثلاثة أطفال، وتتمتع بشغف بالموسيقى الكلاسيكية والفنون.